# ناصر باشا المالك
الشيخ ناصر بن عبد العزيز المالك  (19 مارس 1855 - 21 نوفمبر 1930) تاجر نجدي برزت تجارته بين نجد والعراق والشام مع العقيلات التي كانت تتنقل في تلك الديار للتجارة ولنقل البضائع. 
ولد في نجد بمنطقة القصيم في مدينة عنيزة بمركز وادي الجناح سنة 1271هـ وتربى فيها وتعلم فيها العلوم الشرعية واللغة العربية وبعض العلوم الأخرى، وقد كان والده عبد العزيز المالك يدربه على التجارة وأمور البيع والشراء حتى أصبحا ضليعا بها وقد كان من كبار تجار البصرة المعروفين وكانت البصرة وقتها هي مركز تجاري هام حيث كانت اغلب بضائع العالم تحط في ميناءها الكبير والهام.
وقد كانت العشار بالبصرة مركز تجارته وتنوعت تجارته بين الإبل والتي كانت تحتل نسبة كبيرة من تجارته وفي الأسلحة والحبوب والتمور والشاي والسكر والأقمشة والأصواف وأيضا كان لديه الكثير من الأراضي والعقارات في البصرة وبغداد والشام ونجد منها خان المالك بالعشار وديوانية التجار بالبصرة. 
وكانت مجلسا يجتمع فيه كبار التجار من أهالي نجد والعراق مثل سليمان محمد الذكير ومحمد حمد الذكير ومحمد عويد الشعيبي وحمد عبد العزيز البسام وعبد اللطيف باشا المنديل وعبد الجبار عبد الرزاق الخضيري وقاسم باشا الخضيري ومحمد هلال القاسم وعبد الله منصور الصالح أبا الخيل وغيرهم من التجار الكبار المعروفين، توفي رحمه الله سنة 1349هـ الموافق 1930، وتتواجد أسرته حاليا في مدينة الرياض، ومنهم اللواء ركن متقاعد إبراهيم محمد ناصر المالك مدير عام سلاح الحدود وخفر السواحل السابق بوزارة الداخلية السعودية.